# Jean-Pierre Malin
Jean-Pierre Malin (* 10. April 1942 in Paris; † 15. Juli 2022 in Bochum) war ein französischer Neurologe und Neurotraumatologe.

## Leben

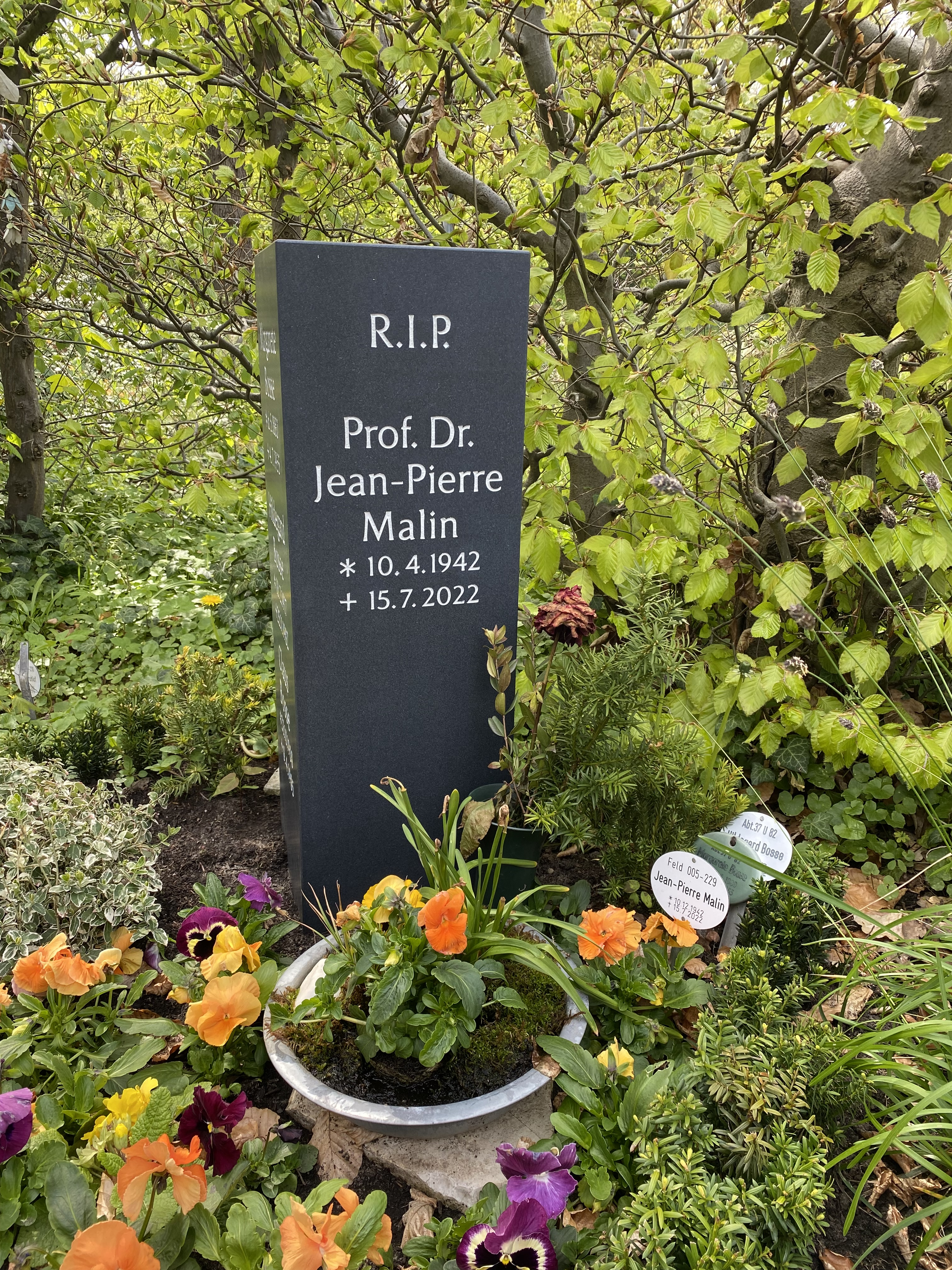
Grabstätte auf dem Friedhof Zehlendorf

Nach einem Medizinstudium in Zürich und Berlin promovierte Jean-Pierre Malin 1969 an der Freien Universität Berlin mit der Schrift Veränderungen des Elektrokardiogramms während der Therapie mit dem Psychopharmakon Perazin. Hier und an der Johannes Gutenberg-Universität Mainz bildete er sich auf den Gebieten der Neurologie, Neurochirurgie, der Psychiatrie und der Neuroradiologie weiter fort, ehe er 1977 an die Medizinische Hochschule Hannover ging. Dort wurde er 1979 mit seiner Arbeit Ergebnisse elektrophysiologischer Untersuchungen am Orbicularis oculi-Reflex [Orbicularis-oculi-Reflex] des Menschen, zugleich ein Beitrag zum Habituationsproblem habilitiert.
1988 erhielt Malin einen Lehrstuhl an der Ruhr-Universität Bochum, daneben wirkte er als Direktor des Berufsgenossenschaftlichen Universitätsklinikums Bergmannsheil am Universitätsklinikum. Hier widmete sich Malin unter anderem der neurophysiologischen Beschreibung peripherer Nervenläsionen. Verdienste erwarb er sich außerdem durch den Aufbau einer Station, die der Frührehabilitation schädel-hirn-traumatisierter Patienten gilt. 2007 wurde er emeritiert.
Neben seiner medizinischen Tätigkeit publizierte Malin zwischen 1994 und 2006 seine Forschungsergebnisse umfangreich im Deutschen Ärzteblatt und gehörte als Fachredakteur dem wissenschaftlichen Beirat des Blattes an. Daneben veröffentlichte er 1981 gemeinsam mit Peter Godt und Alfred Wittenborg das Werk Das Schulter-Arm-Syndrom, das 1985 und 1992 in überarbeiteten Auflagen erschien.
Jean-Pierre Malin starb im Juli 2022 80-jährig in Bochum. Seine letzte Ruhestätte erhielt er auf dem Berliner Friedhof Zehlendorf.

## Veröffentlichungen (Auswahl)
- 1969: Veränderungen des Elektrokardiogramms während der Therapie mit dem Psychopharmakon Perazin (Dissertationsschrift)
- 1979: Ergebnisse elektrophysiologischer Untersuchungen am Orbicularis oculi-Reflex [Orbicularis-oculi-Reflex] des Menschen, zugleich ein Beitrag zum Habituationsproblem (Habilitationsschrift)
- 1981: Das Schulter-Arm-Syndrom (mit Peter Godt und Alfred Wittenborg), Verlag Thieme, Stuttgart, ISBN 978-3-13-597401-9
- 1995: Diagnostik und Therapie von Herpesvirus-Infektionen (mit Johannes Ring und Axel Zander), Verlag Braun, Karlsruhe, ISBN 978-3-7650-1722-3